# Heteropoda graaflandi
Heteropoda graaflandi är en spindelart som beskrevs av Embrik Strand 1907. Heteropoda graaflandi ingår i släktet Heteropoda och familjen jättekrabbspindlar. Inga underarter finns listade i Catalogue of Life.